# 근육분절

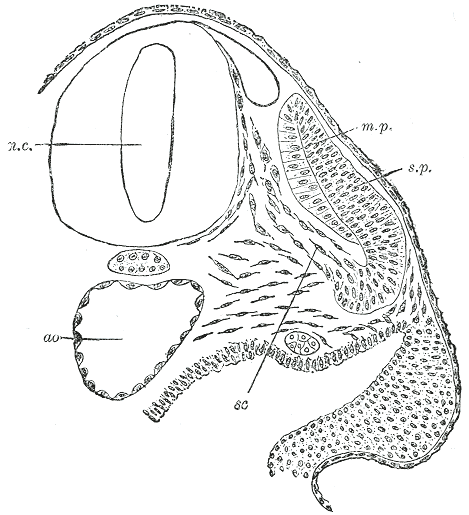

근육분절(myotome) 또는 근절 또는 근분절은 단일 척추 신경이 지배하는 근육 집단이다. 마찬가지로 피부분절은 단일 신경이 감각 섬유로 지배하는 피부 영역이다. 근육분절은 근육격막(myosepta. 단수: myoteptum)에 의해 분리된다. 척추동물 배아 발달에서 근육분절은 근육으로 발달하는 몸 분절의 일부이다.

## 같이 보기
- 분절 신경분포
- 상호 신경지배
- 다리의 피부 신경분포